# 3222 Liller
3222 Liller este un asteroid din centura principală, descoperit pe 10 iulie 1983 de Edward Bowell.